# جيمس أ. براون
جيمس أ. براون (بالإنجليزية: James A. Brown)‏ هو لاعب كرة قاعدة أمريكي، ولد في 31 يوليو 1900 في ستار في الولايات المتحدة، وتوفي في 23 يونيو 1965 في كالدويل في الولايات المتحدة.